# Ponne
Ponne o Poini és un riu que neix amb el nom de Damalcheruvu, a les muntanyes al sud-oest de Chandragiri al nord de Tamil Nadu. Corre uns 75 km en direcció sud cap a Vellore i Arcot. La seva aigua s'utilitza principalment per irrigació. Cap dels seus tributaris és important però a un d'ells hi ha la població de Chittur.